# Ultra Tank
Ultra Tank è un videogioco arcade pubblicato da Kee Games nel 1978. Appartiene alla serie inaugurata da Tank nel 1974, a cui assomiglia molto pur presentando alcune differenze: a livello hardware il gioco si differenzia perché adesso è gestito da una CPU MOS 6502 mentre a livello software il gioco può presentare schemi con o senza muri e mine, con i carri visibili o invisibili, a seconda delle impostazioni prescelte.